# 薊苦素
薊苦素（英文：cnicin），是一种倍半萜内酯，属于germacranolide类天然产物，主要存在于藏掖花中，斑点矢车菊中也有存在。